# Нихоа
Нихоа (англ. Nihoa) — маленький необитаемый остров в Тихом океане. Самый восточный и самый высокий остров в составе Северо-Западных островов Гавайского архипелага. Гавайское название — Моку-Ману (Moku Manu). Административно входит в штат Гавайи (США).

## География

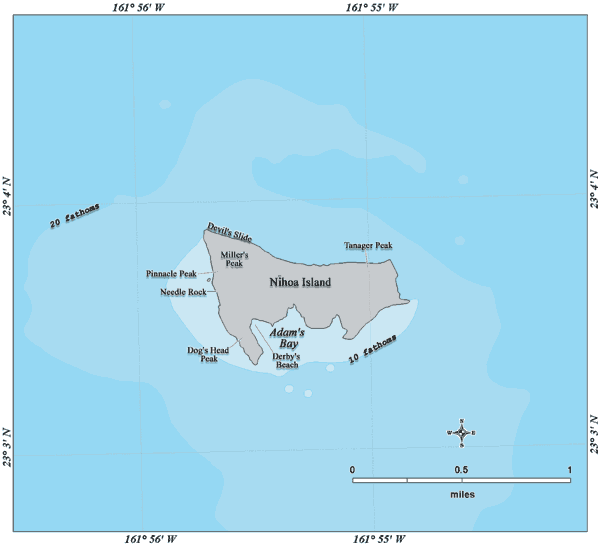
Карта острова

Нихоа расположен примерно в 300 км к юго-востоку от острова Некер и в 450 км к северо-западу от Гонолулу, столицы штата Гавайи. Площадь суши составляет всего 0,7 км². Остров окружён коралловым рифом площадью 570 км². Северное и западное побережье скалисты и обрывисты. Высшая точка острова, Танагер-Пик (англ. Tanager Peak), достигает 273 м. Как и другие острова Гавайского архипелага, Нихоа имеет вулканическое происхождение.

## Фауна
На острове обитает большое количество морских птиц, в том числе эндемичные виды.

## История
Европейским первооткрывателем острова стал английский капитан Уильям Дуглас, открывший его 19 марта 1789 года. Он назвал остров Птичьим (англ. Bird Island). Однако ещё до появления европейцев на Нихоа жили полинезийцы (примерно с 1000 по 1700 год н. э.). Об этом свидетельствует ряд археологических находок: сельскохозяйственные террасы, дома. 23 апреля 1857 года остров был аннексирован гавайским королём Камехамехой IV.
В 1924 году на Нихоа побывала научная экспедиция. В 1988 году остров получил статус археологического округа (англ. Nihoa Island Archeological District).

## Галерея

Фотографии
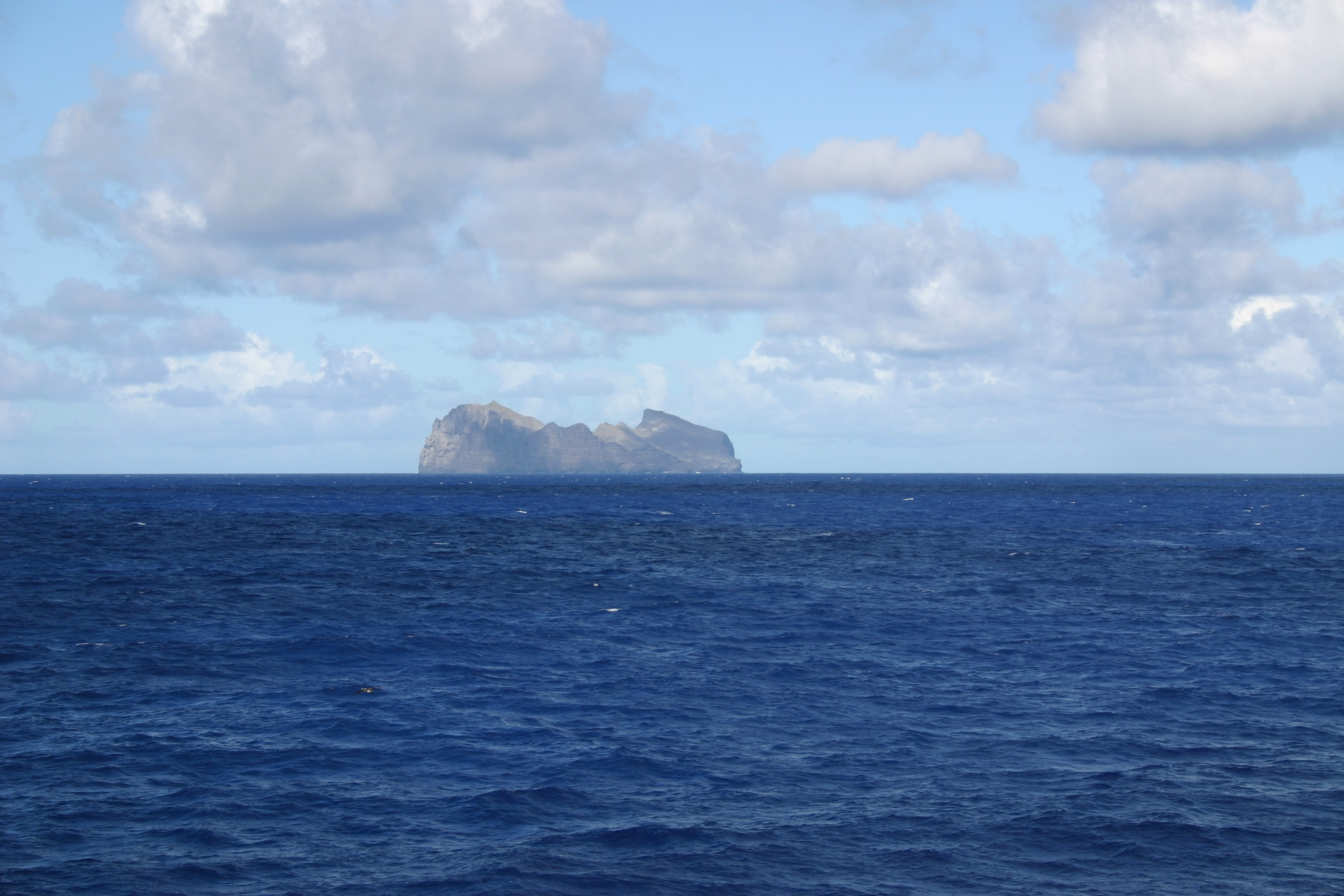
Вид на остров издали
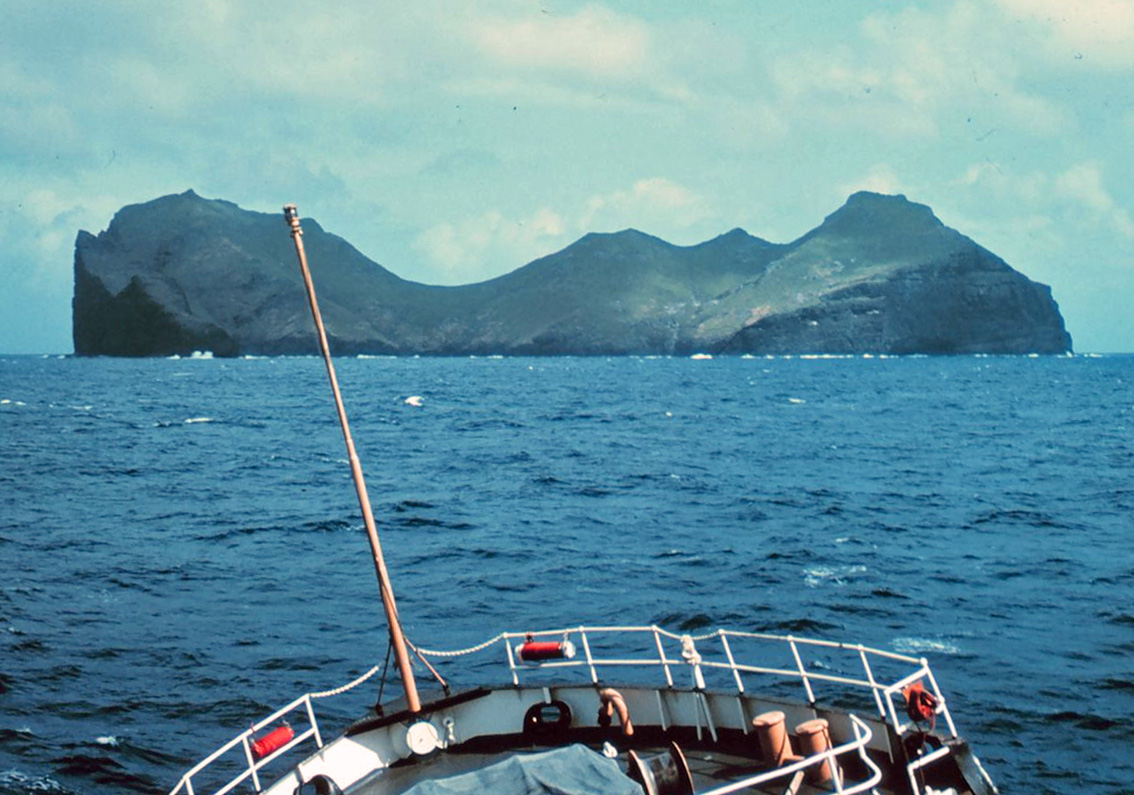
Нихоа (1969 год)
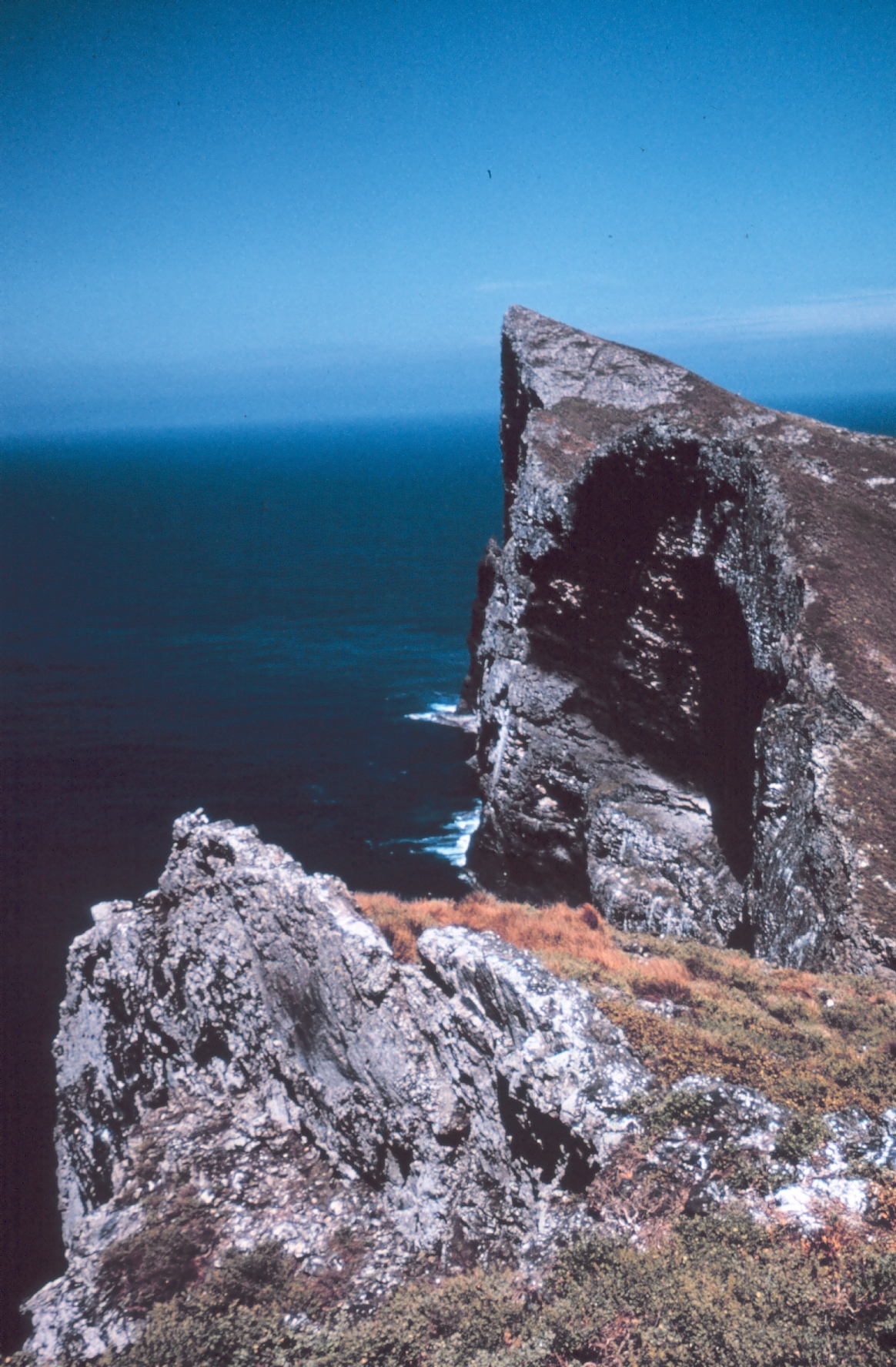
Высшая точка острова
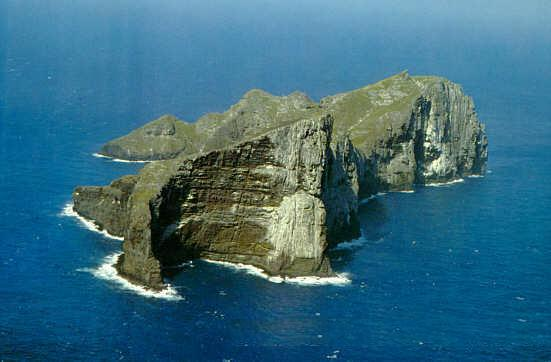
Вид на Нихоа с воздуха